# Conacul-muzeu al lui Nikolai Pirogov
Conacul-muzeu al lui Nikolai Pirogov este un muzeu cu statut național din orașul ucrainean Vinița, dedicat vieții și operei lui Nikolai Pirogov – om de știință, chirurg și profesor ucrainean și rus. Conacul este un monument istoric de importanță națională și arie protejată de importanță națională; de asemenea servește ca bază educațională a Universității de Stat de Medicină din Vinița⁠(d).
Complexul muzeal este situat la periferia sud-vestică a orașului Vinița, în partea estică a cartierului istoric Pîrohove⁠(d) (în trecut Șeremetka) și include:
- casa în care a locuit Pirogov, în care este amenajată o expoziție despre viața și opera acestuia
- farmacia, cu fostele săli de recepție și de operație
- parc memorial, în care se mai păstrează copacii plantați de Pirogov
- biserică-necropolă, unde se află sarcofagul cu corpul îmbălsămat al lui Pirogov

## Istorie

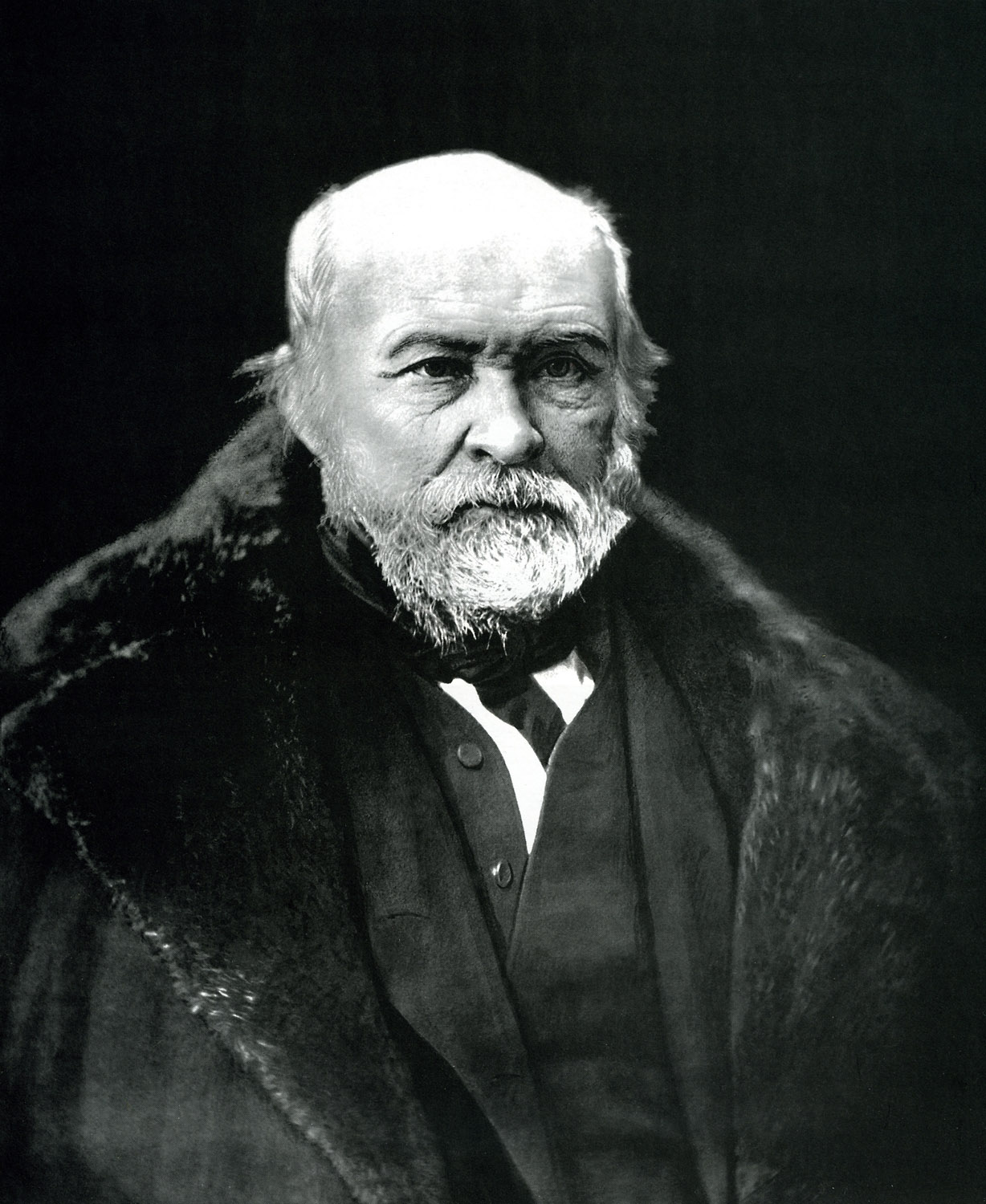
Nikolai Pirogov în 1870

### Construcție
În 1861, după ce a fost demis din funcția de administrator al Districtului Educațional Kiev, Nikolai Ivanovici Pirogov s-a stabilit în moșia Vîșnea din Șeremetka, lângă Vinița, pe care a cumpărat-o de la descendenții doctorului în medicină A. A. Hrîkolevskîi la o licitație în Kiev în 1859. În 1866, el a construit aici două clădiri – o casă din cărămidă cu un etaj și demisol și o farmacie – și a amenajat un parc unde a cultivat inclusiv plante medicinale. Pirogov a locuit în această moșie până la moartea sa în 1881, desfășurând activități științifice și tratând pacienți.
În a patra zi după moartea lui Pirogov, corpul neînsuflețit a fost îmbălsămat de medicul David Ilici Vivodțev din Sankt Petersburg, un discipol al lui Pirogov, și ulterior înhumat în cripta comună familială, deasupra căreia, în 1885, conform proiectului lui Viktor Sîciugov⁠(d), a fost construită și sfințită o biserică cu hramul Sfântul Nicolae. Se presupune că îmbălsămarea a fost efectuată cu păstrarea tuturor organelor interne, conservate chiar și până în prezent.

### Abandonarea de către familia Pirogov (1917-1947)
Până în 1902, moșia s-a aflat în întreținerea văduvei savantului, Aleksandra Antonovna Pirogova. După moartea ei, proprietatea a trecut în administrarea mezinului Vladimir Nikolaevici, iar apoi a nepoatelor L. N. Mazirova și O. N. Gherșelman (fiicele primului fiu al lui Pirogov, Nikolai Nikolaevici). Odată cu Revoluția din Februarie, acești descendenți au plecat în străinătate și nu s-au mai întors, iar moșia a rămas abandonată o perioadă îndelungată. În acest răstimp, locul de veci al lui Pirogov a fost prădat: au fost furate o spadă (cadou de la împăratul austriac Franz Joseph) și o cruce de metal.
În 1920, casa ruinată a fost atribuită drept locuință muncitorilor americani, care au format aici o comună numită în memoria activistului comunist John Reed⁠(d). Mai târziu, moșia a fost parte a unei stațiuni de cercetări agricole, iar în 1936 a devenit Spitalul regional de boli infecțioase din Vinița.

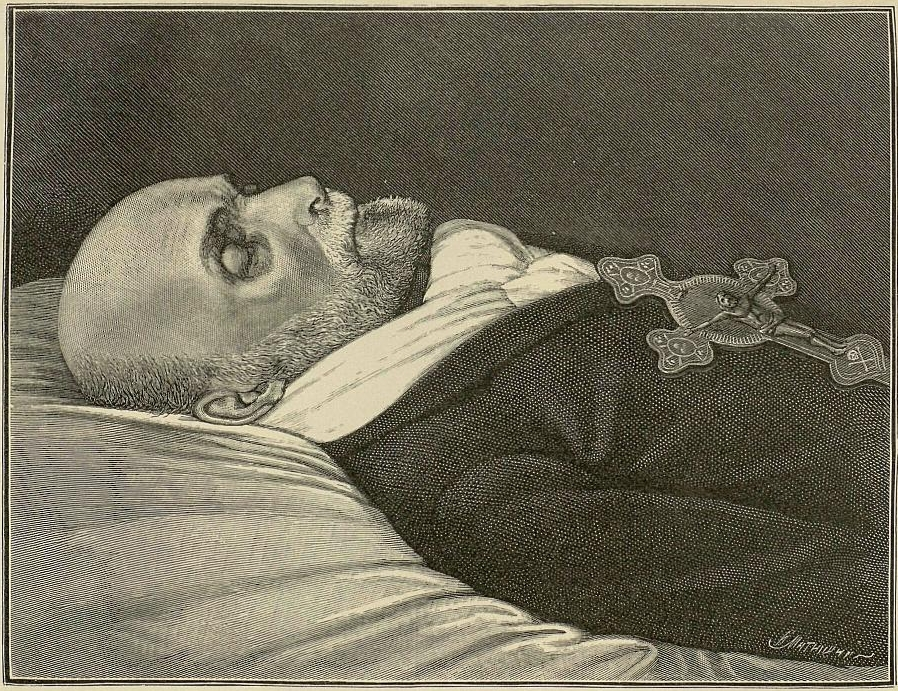
Nikolai Ivanovici Pirogov în ziua morții sale. Gravură de I. I. Matiușin, 1881

Problema conservării rămășițelor lui Pirogov și transformării casei sale în muzeu a fost ridicată pentru prima dată de Societatea științifică a medicilor din Vinița la începutul anilor 1920. A fost stabilită amploarea reparațiilor necesare asupra clădirii și au fost elaborate măsuri pentru crearea condițiilor favorabile de depozitare a rămășițelor, care însă nu au fost niciodată implementate. În 1927, moșia Pirogov a primit statutul de rezervație (arie protejată) – a fost prima rezervație din regiunea Vinița. În timpul celui de-Al Doilea Război Mondial, complexul nu a fost afectat, dar ulterior a avut nevoie de restaurare, cripta fiind într-o stare deplorabilă.
Prin dispoziția Consiliului Comisarilor Poporului al URSS din 27 octombrie 1944, a fost înființat muzeul „Nikolai Pirogov”. Abia atunci au început lucrările de amenajare a parcului și a fost evacuat spitalul de boli infecțioase. Prima reîmbălsămare a trupului neînsuflețit al lui Nikolai Pirogov a fost efectuată pe parcursul unei luni în mai-iunie 1945 de o comisie specială, din care au făcut parte oameni de știință din Sankt Petersburg, Kiev, Harkov și Vinița. Cazul a fost complicat, întrucât era vorba de restaurarea completă a unui cadavru abandonat în condiții adverse fără îngrijirea corespunzătoare timp de 65 de ani. Îmbrăcămintea era compusă din același costum în care Pirogov a fost înmormântat.

### Transformarea în muzeu
Marea deschidere a muzeului a avut loc la 9 septembrie 1947 și a fost dedicată aniversării unui secol de la prima anestezie cu inhalare efectuată de Pirogov pe câmpul de luptă, la acea vreme o premieră în istoria practicii medicale. În aceeași zi pe teritoriul muzeului a fost dezvelit un monument dedicat omului de știință – un bust pe un piedestal de granit.
În anii următori, fondul muzeului a fost completat cu diferite exponate. În 1960, la aniversarea a 150 de ani de la nașterea lui Pirogov, au fost reamenajate biroul și farmacia sa. În perioada post-sovietică a fost restaurat interiorul bisericii-necropole și au fost reutilate sala de operații, sala de recepție și farmacia. A fost înființat și un laborator special, în care trupul neînsuflețit al savantului este reîmbălsămat periodic (începând cu 1994).
Teritoriul muzeului a fost transferat în proprietatea statului printr-un ordin al Administrației regionale Vinița din 22 decembrie 1995. Muzeul a obținut statut național prin decretul președintelui Ucrainei din 10 iunie 1997, iar la 11 iunie 2003 teritoriul a fost consemnat arie protejată printr-un ordin al Guvernului Ucrainei.

## Patrimoniu
Suprafața expozițională a muzeului este de peste 1.200 m2. Expoziția permanentă este formată din 1.500 de exponate: lucrările lui Nikolai Pirogov, manuscrisele și obiectele personale, precum și literatură despre el și instrumente medicale folosite în acea vreme. Numărul total de obiecte stocate în patrimoniul instituției este de peste 16.500.

### Casa lui Pirogov
Clădirea principală a muzeului este casa în care a locuit Nikolai Pirogov. Construită în 1866, astăzi are statutul de monument de arhitectură⁠(d) și urbanism⁠(d) de importanță locală. Expoziția este amplasată în zece săli și un vestibul.
- Sala nr. 1: Tinerețea lui N. I. Pirogov

Printre exponate se numără tablourile „N. I. Pirogov și dădaca Katerina Mihailovna” (Arkadii Soroka⁠(d)) și „Vizitele profesorului Efrem Iosipovici Muhin la familia Pirogov” (K. Kuznețov), fotografii ale locuințelor din Moscova unde Pirogov a locuit în studenție, cărțile pe care le citea în copilărie, manuale școlare, materiale despre examenele lui Pirogov.
- Sala nr. 2: Studiile la institutul pedagogic

Sunt expuse portretele profesorilor și colegilor lui Pirogov de la Universitatea din Dorpat, vederi ale orașului Tartu din acea perioadă, un tablou care îl reprezintă pe Pirogov susținând ultimul examen, notițe de student
- Sala nr. 3: N. I. Pirogov – profesor la Universitatea din Dorpat

Tablourile expuse aici ilustrează activitatea științifică și pedagogică a lui Pirogov: predarea în universitate, efectuarea de operații cu studenții, consultarea pacienților. De asemenea sunt prezentate lucrări științifice ale savantului: cărți, disertații, atlasuri.
- Sala nr. 4: N. I. Pirogov – profesor la Academia de medicină și chirurgie din Peterburg

Expoziția conține lucrări scrise de Pirogov în perioada respectivă. Tablourile ilustrează descoperirile sale în domeniul medicinei, precum anestezia cu inhalare.
- Sala nr. 5: Activitatea lui N. I. Pirogov la Sevastopol

Materialele expuse se referă la participarea lui Pirogov la apărarea Sevastopolului (1854) în rol de chirurg, dar și de conducător. Tablourile evocă întâlnirile sale la Sevastopol cu Lev Tolstoi, Dmitri Mendeleev, marinarul Piotr Koșka⁠(d). Aici se află și instrumentele chirurgicale confecționate la comanda lui Pirogov.
- Sala nr. 6: N. I. Pirogov – administrator al districtelor educaționale

Sunt expuse picturi și fotografii care prezintă viața lui Pirogov ca pedagog în Odesa și Kiev, cât și opera sa intitulată „Lucrări pedagogice”. În sală se mai află copia unei scrisori de mulțumire semnată de Giuseppe Garibaldi, în care acesta și-a exprimat recunoștința față de Pirogov pentru tratarea unui revoluționar rănit în lupte (Pirogov a tratat piciorul lui în loc să-l amputeze).
- Sala nr. 7: Jubileul de 50 de ani de activitate științifică, medicală și civică a lui N. I. Pirogov

Sunt expuse mărturii de la evenimentul de aniversare a 50 de ani de activitate a lui Pirogov, care s-a desfășurat la Moscova, inclusiv diplome conferite lui cu această ocazie.
- Sala nr. 8: Cabinetul de lucru al lui N. I. Pirogov

În această sală este reconstituit cabinetul de lucru al savantului: mobila și ceasul (modele, întrucât nu s-au păstrat), lucruri personale, premii, cărți, instrumente chirurgicale, fotografii ale familiei și rudelor.
- Sala nr. 9: N. I. Pirogov în Vîșnea

Moșia lui Pirogov și ultimii ani de viață sunt ilustrate într-o colecție de fotografii, desene și picturi.
- Sala nr. 10: Ideile lui N. I. Pirogov și Marele Război pentru Apărarea Patriei (1941-1945)

Sunt expuse fotografii și picturi care demonstrează contribuția post-mortem a lui Pirogov în chirurgia militară pe câmpul de luptă al celui de-al doilea război mondial.
- Vestibulul: N. I. Pirogov în teatrele de război franco-german și ruso-turc

Gravurile și fotografiile din vestibul descriu asistența medicală pe câmpul de luptă în aceste două războaie. Sunt expuse și unele lucrări relevante ale lui Pirogov.

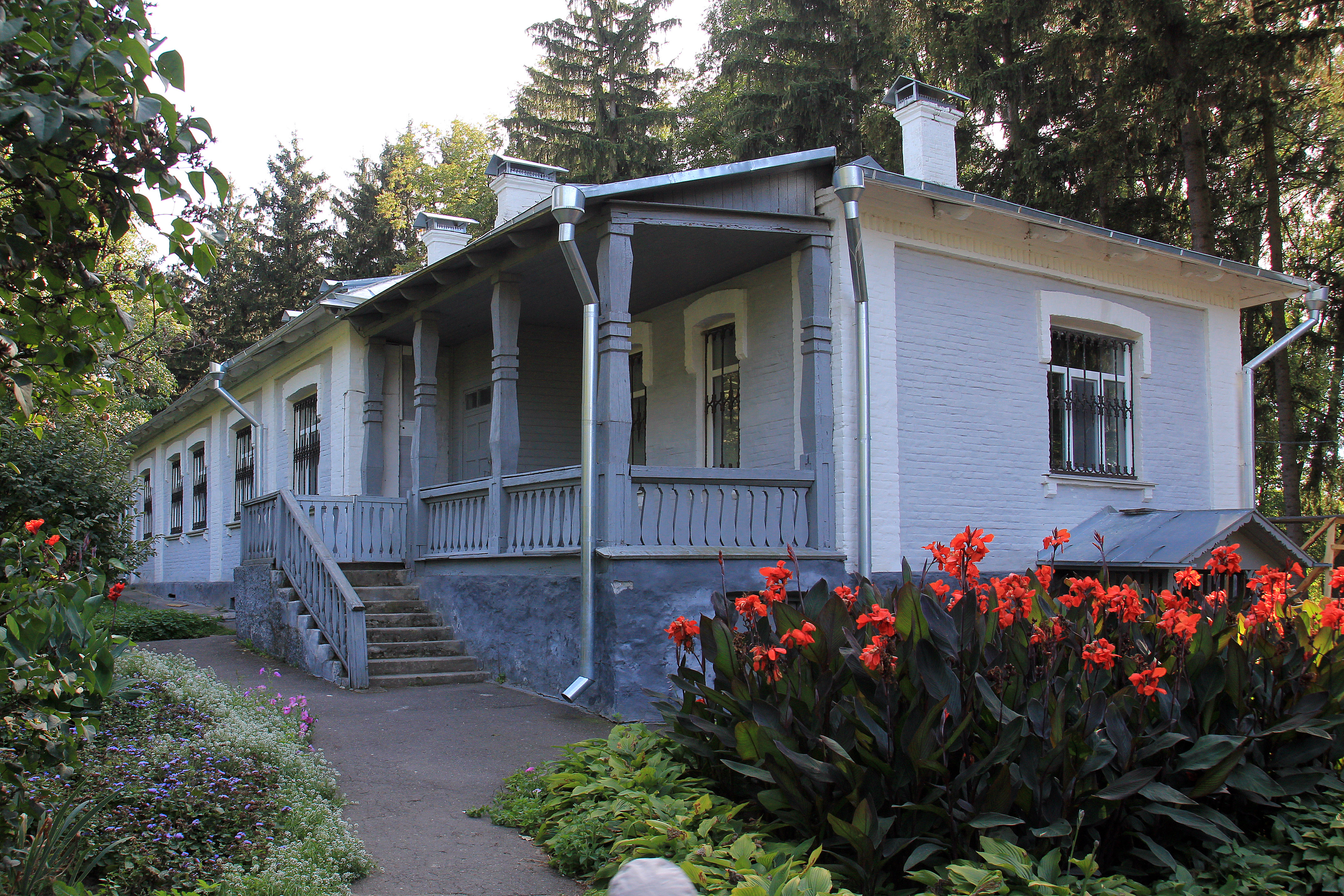
Anexă gospodărească
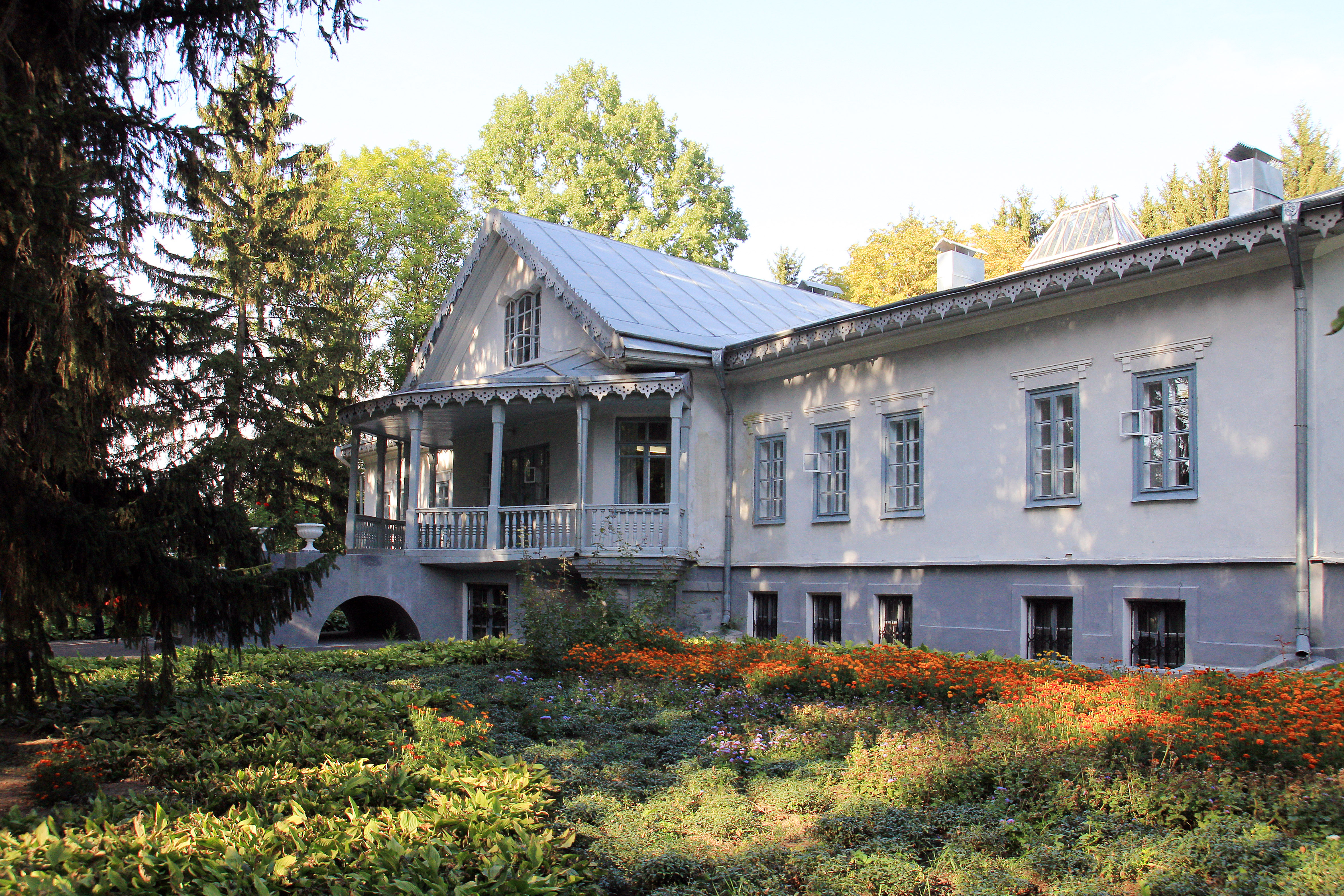
Casa lui Pirogov, vedere din spate
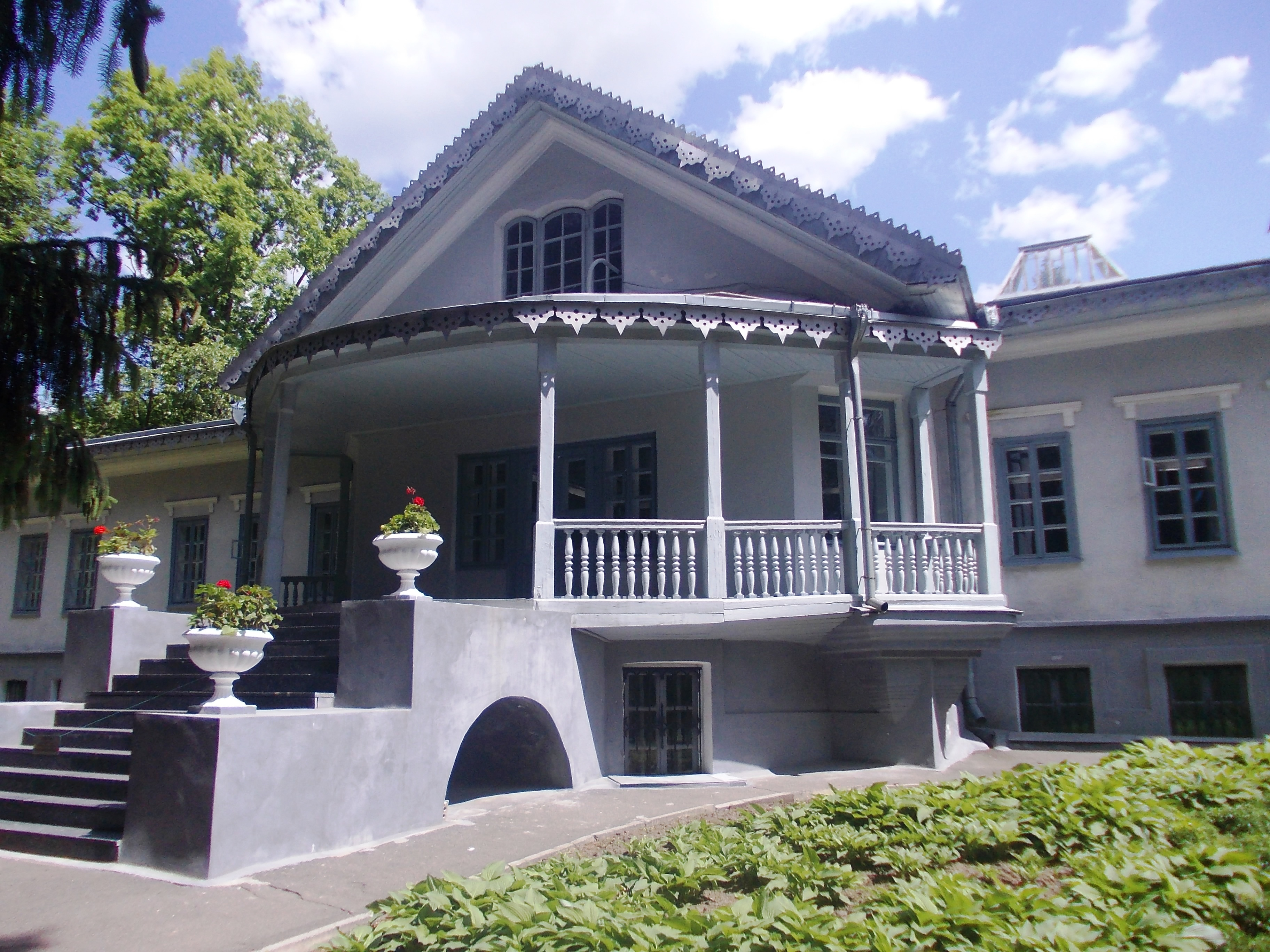
Terasa casei lui Pirogov
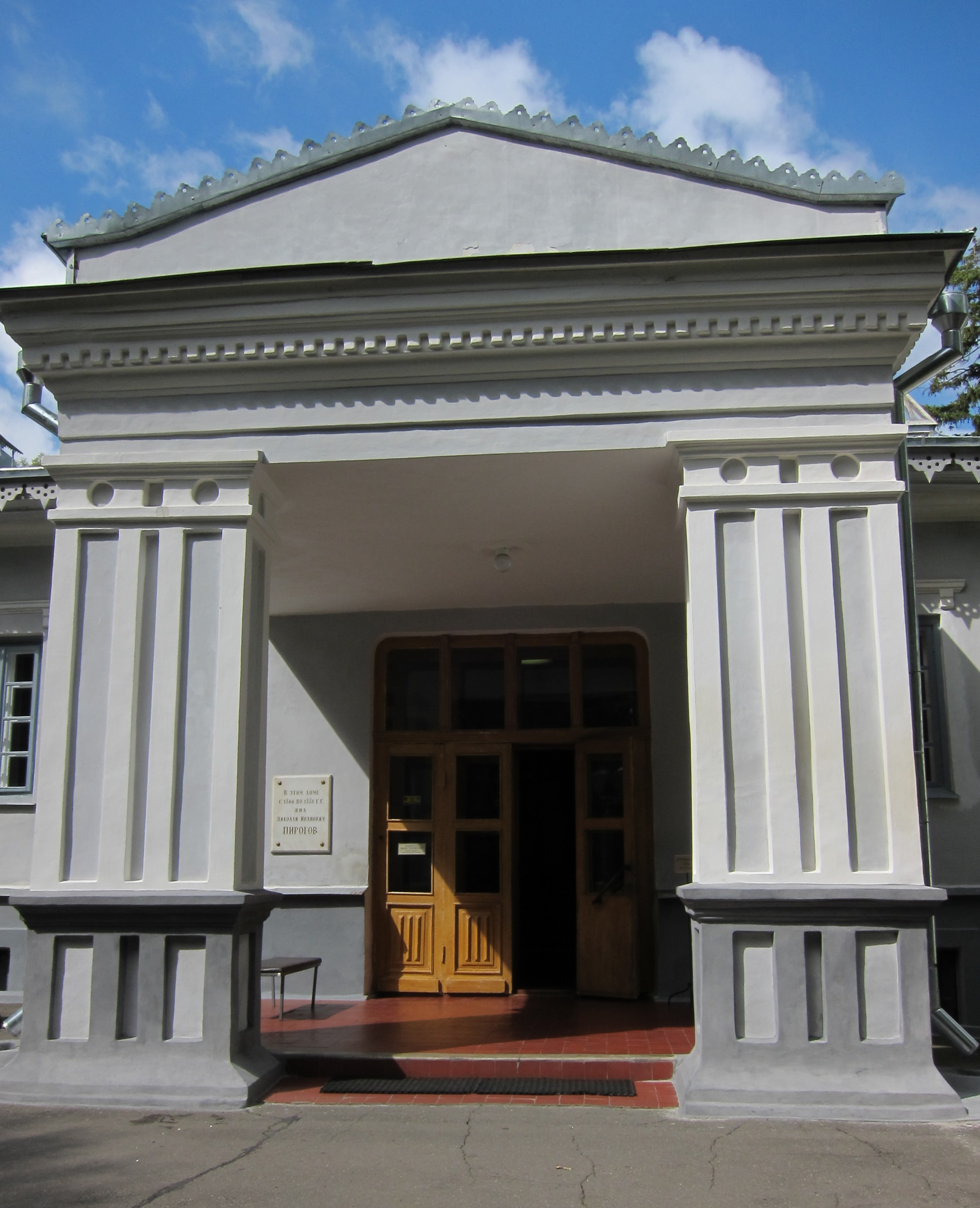
Intrarea în muzeu (fațada conacului)
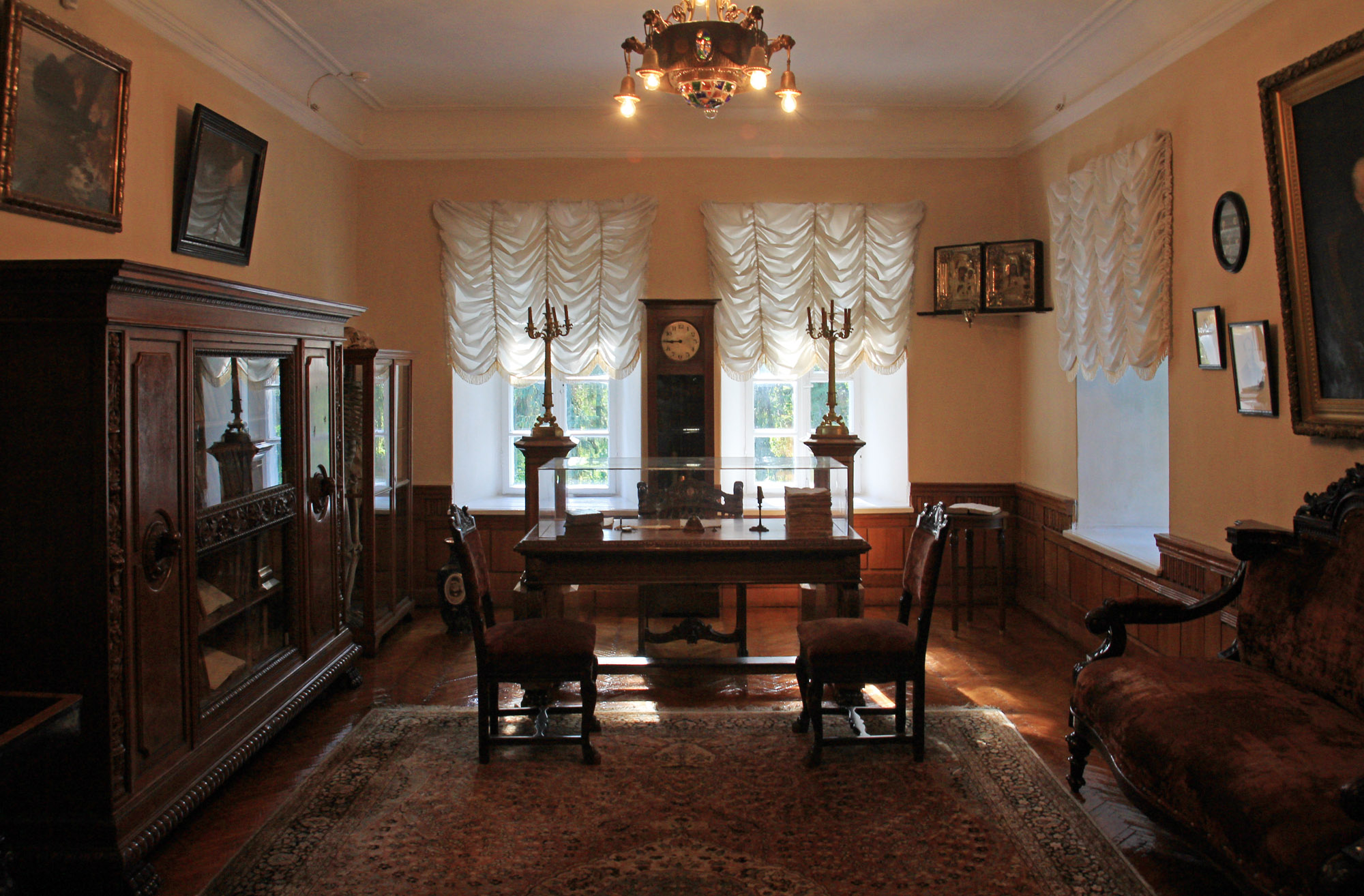
Cabinetul de lucru al lui Pirogov (sala nr. 8)
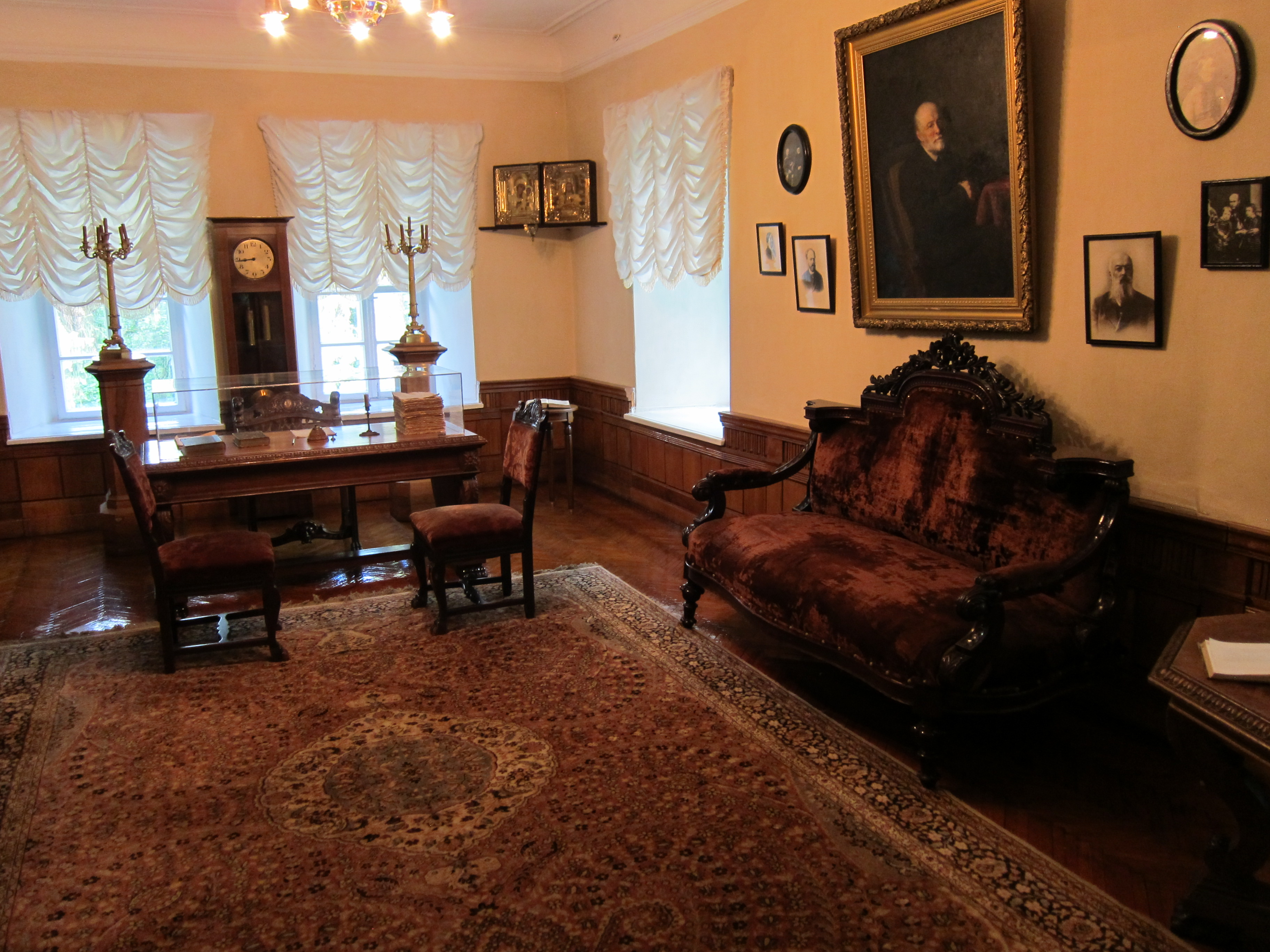
Canapeaua pe care a murit Pirogov (sala nr. 8)
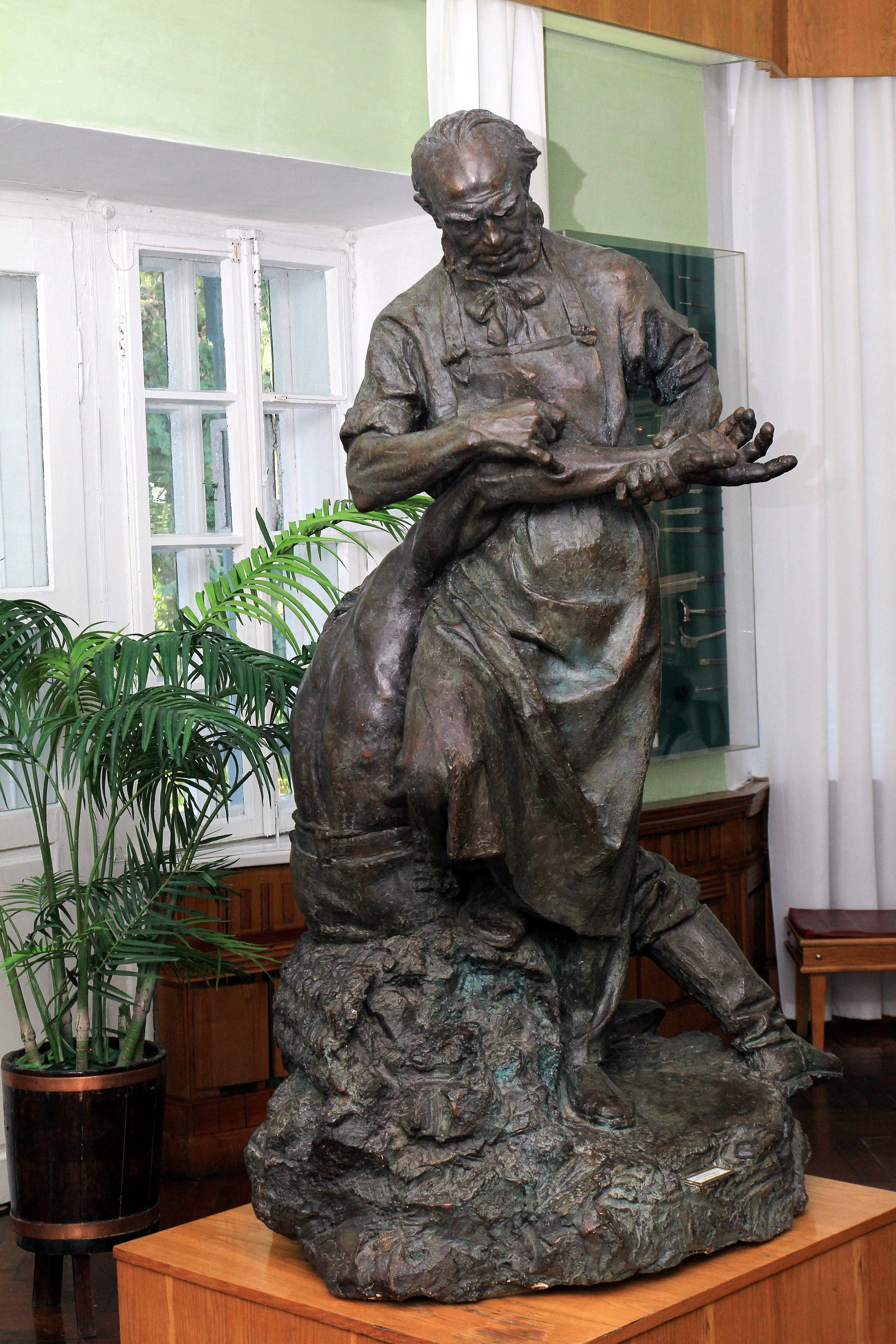
Compoziția sculpturală „Pirogov și marinarul” (sala nr. 5)
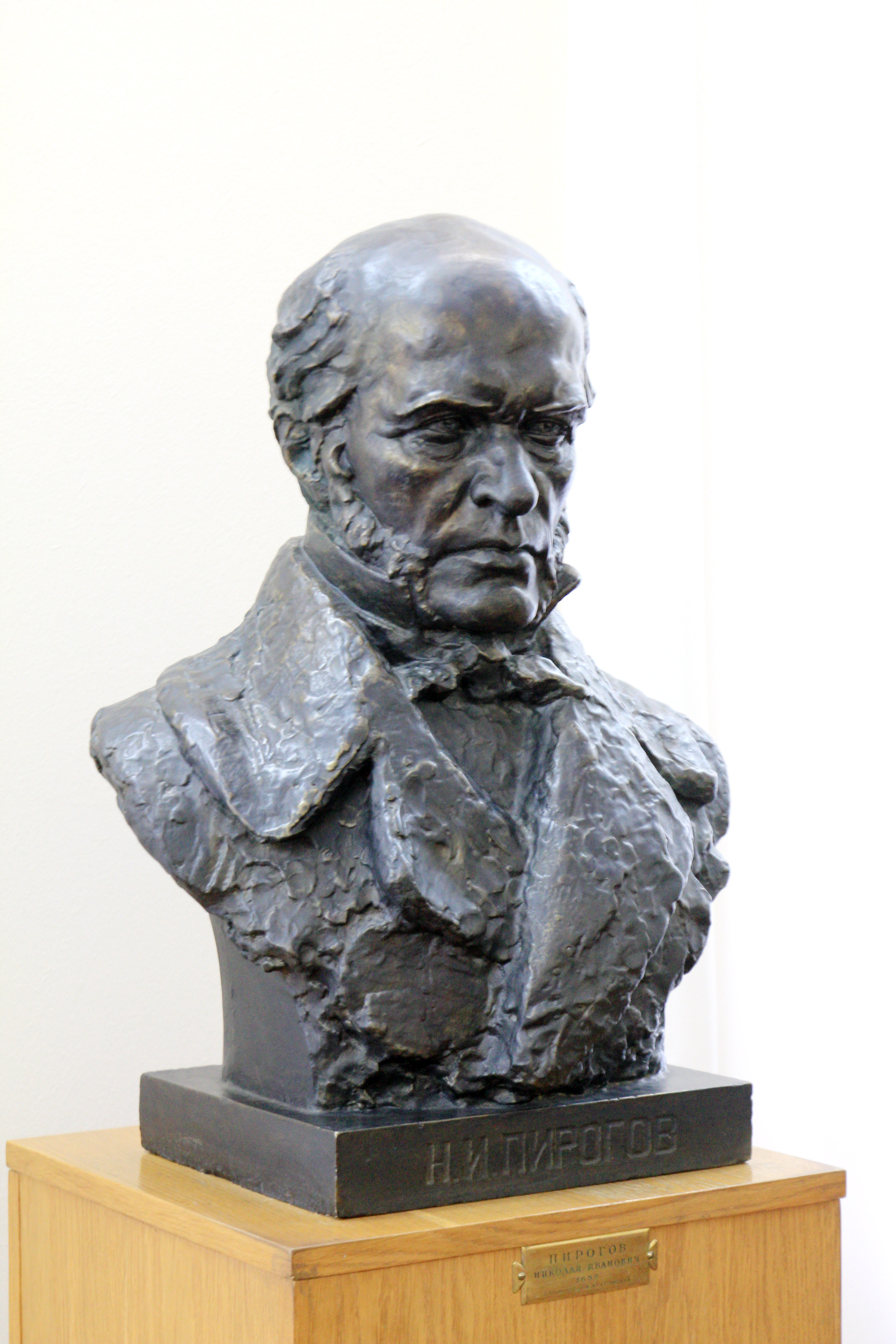
Bustul lui Pirogov (sala nr. 1)

### Farmacia
Farmacia, deschisă de către Pirogov în 1870 pe teritoriul moșiei sale, a fost prima farmacie din Podolia. Pe lângă comercializarea medicamentelor și a preparatelor medicinale, multe din ele după rețetele lui Pirogov însuși, aici erau internați pacienți și se efectuau intervenții chirurgicale. Expoziția modernă din această clădire este o reconstituire fidelă a farmaciei lui Pirogov. În interior sunt amplasate manechine realizate din plastic: un farmacist, un felcer, câțiva pacienți și Pirogov însuși. Printre exponate se numără cântare vechi, formulare de rețete și manuale de farmacologie. La intrarea în clădire sunt plantate plante medicinale pe care Pirogov le folosea în practica sa farmaceutic. Clădirea farmaciei este un monument de arhitectură⁠(d) și urbanism⁠(d) de importanță locală.

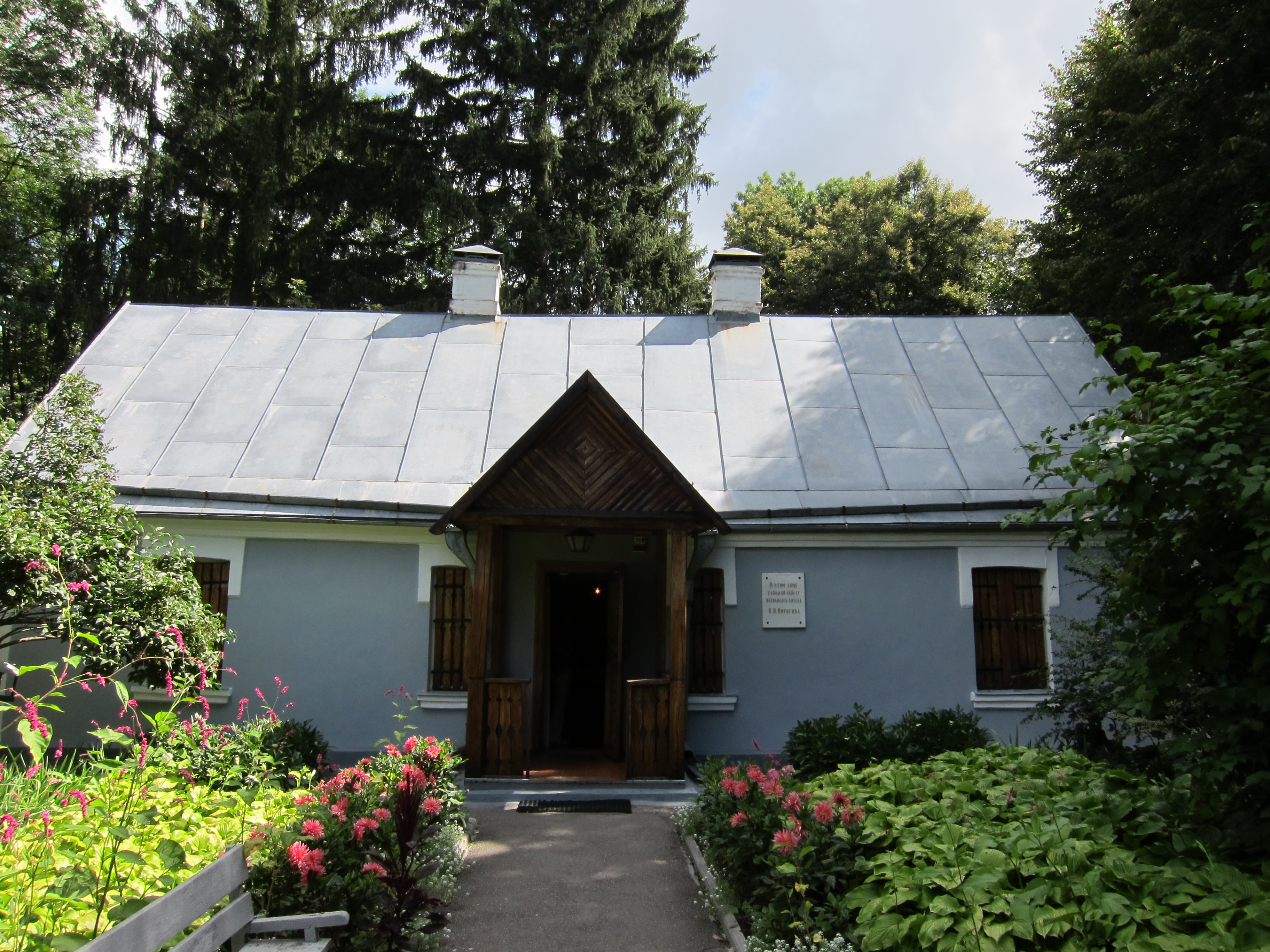
Clădirea farmaciei
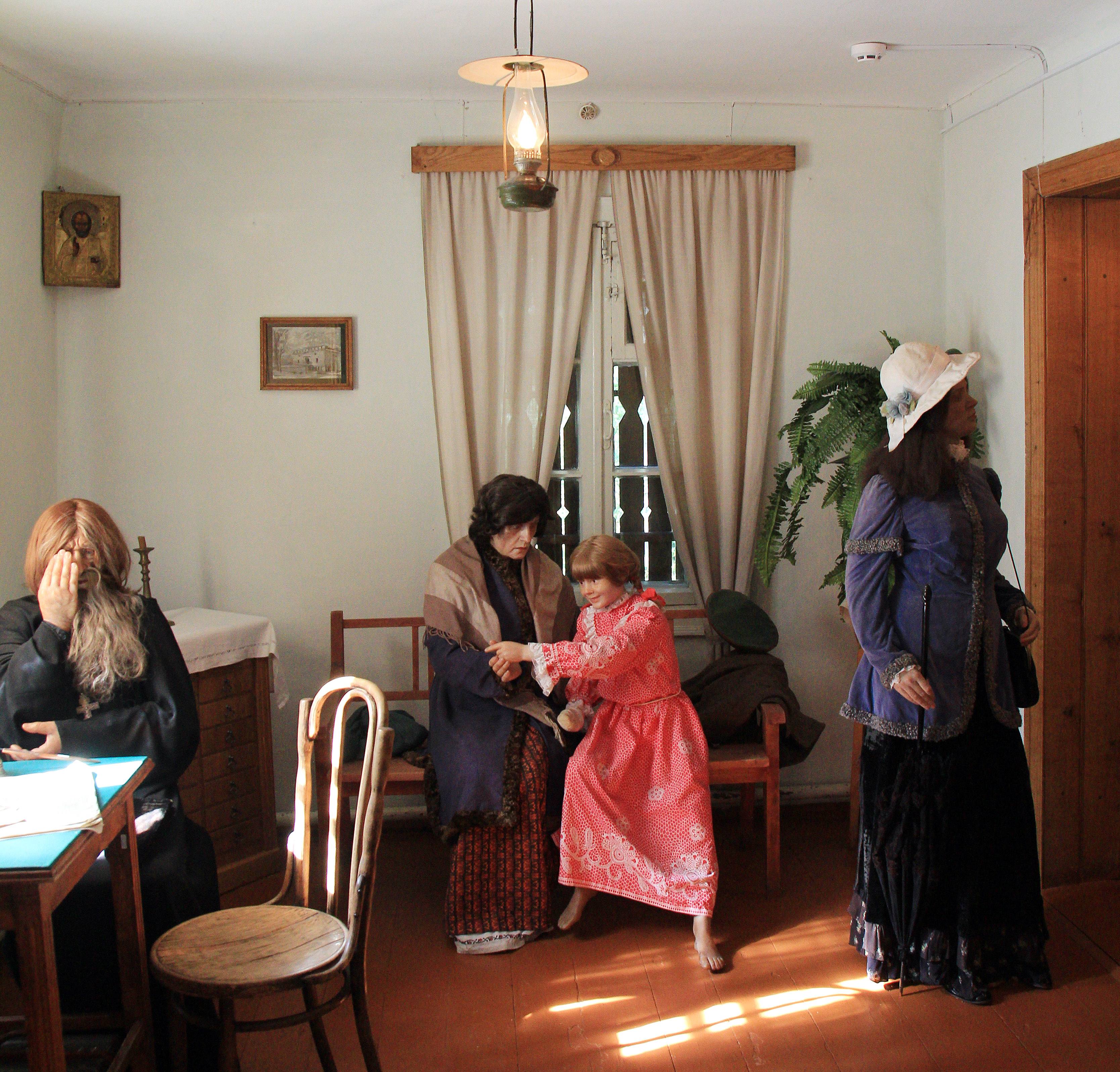
Sala de recepție
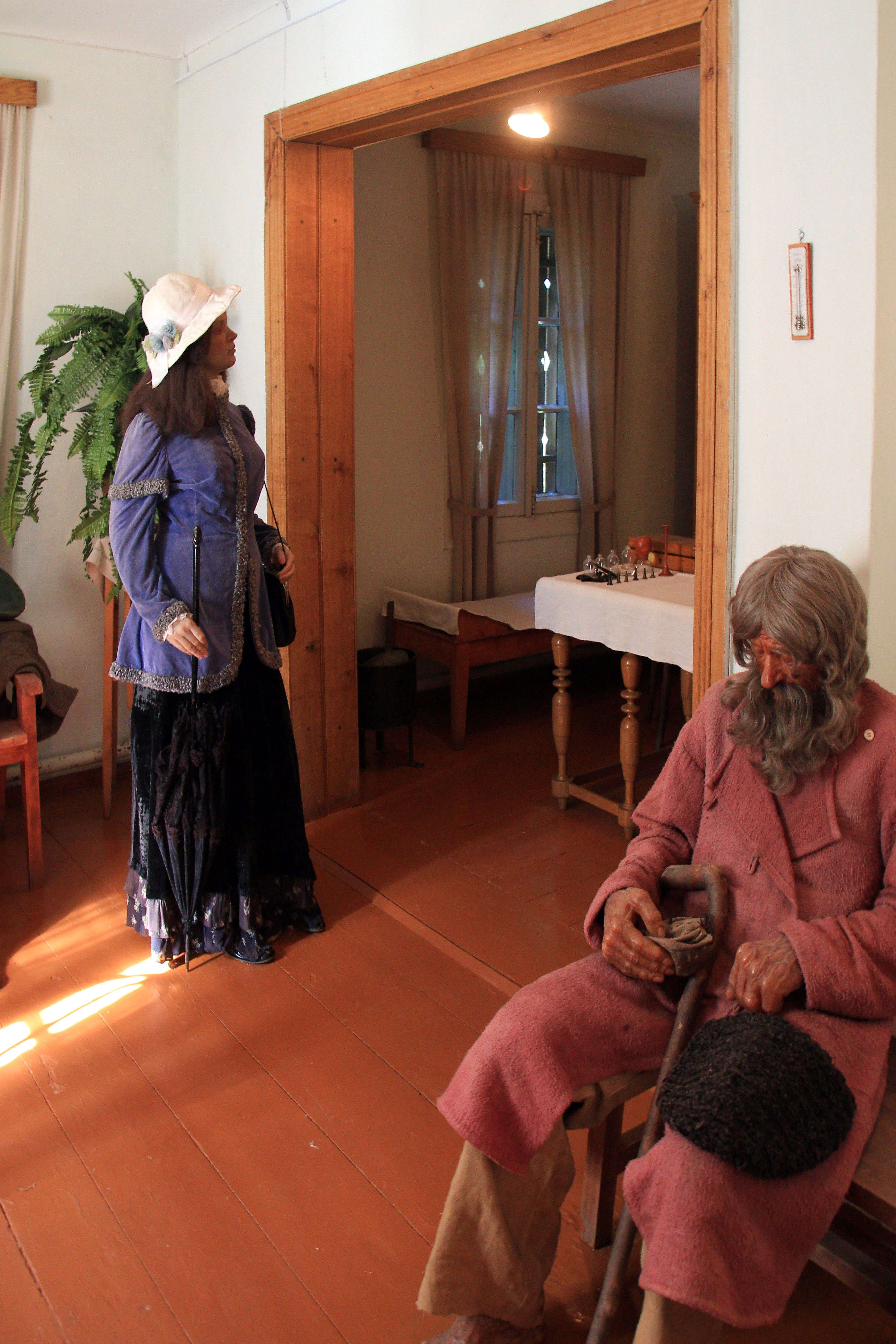
Trecere din sala de recepție spre cea de operații
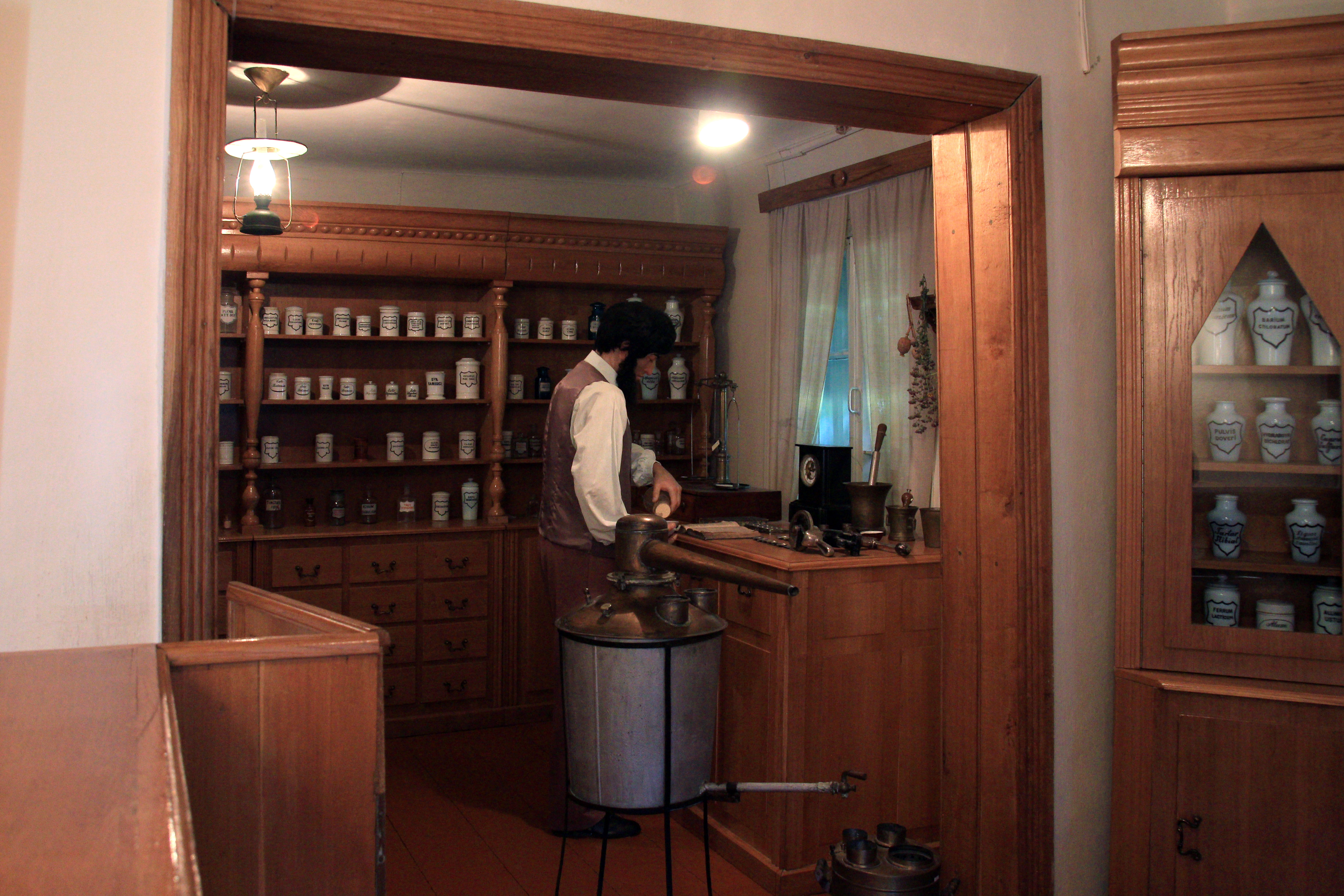
Tejgheaua farmaciei
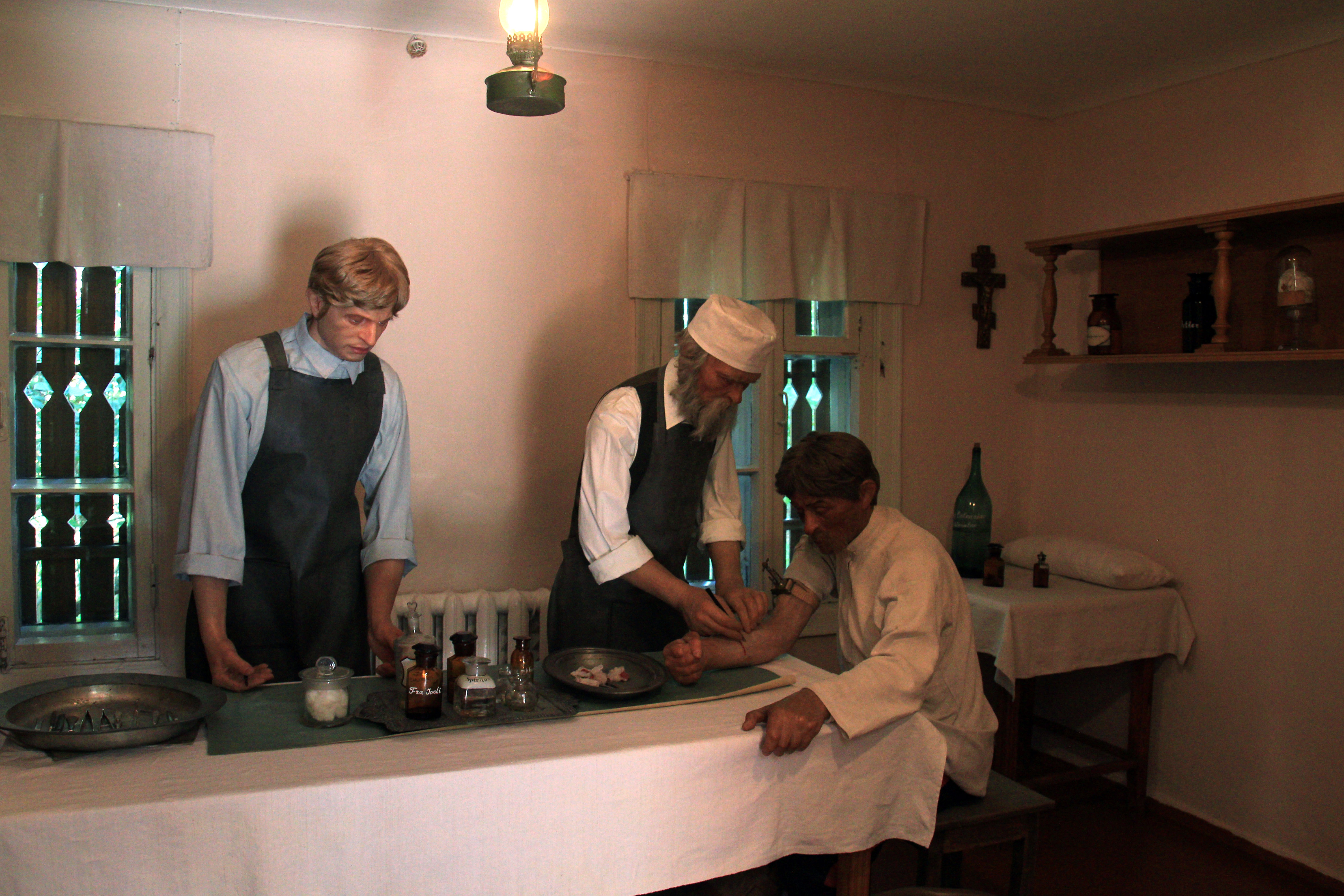
Sala de operații

### Parcul memorial
Parcul memorial se întinde pe o suprafață de 6 hectare în jurul clădirii rezidențiale și a farmaciei. Alături se află o livadă de meri de 10 hectare. Complexul alcătuiește un ansamblu unic de conservare a naturii și este luat sub protecția statului drept parc-monument de artă peisagistică⁠(d) de importanță națională. Aici cresc peste 60 de specii de copaci și arbuști. Printre elementele decorative se numără o alee de tei seculari, care era un loc preferat de Pirogov pentru plimbări. Încă există doi molizi plantați în 1862 de Pirogov însuși.

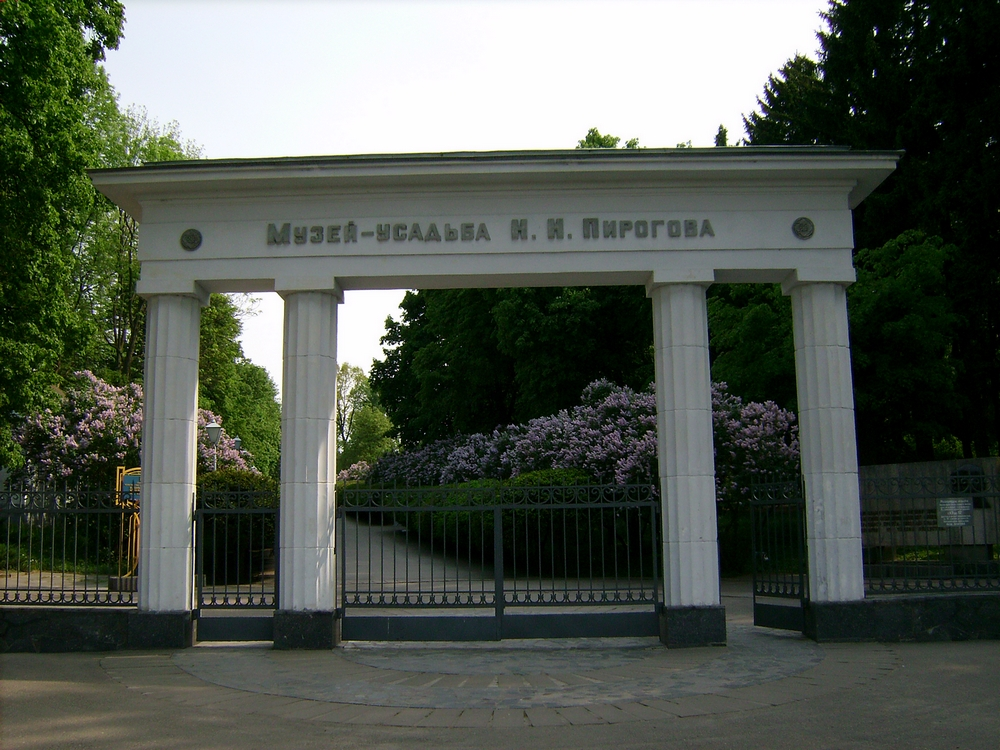
Intrarea principală pe teritoriul complexului muzeal
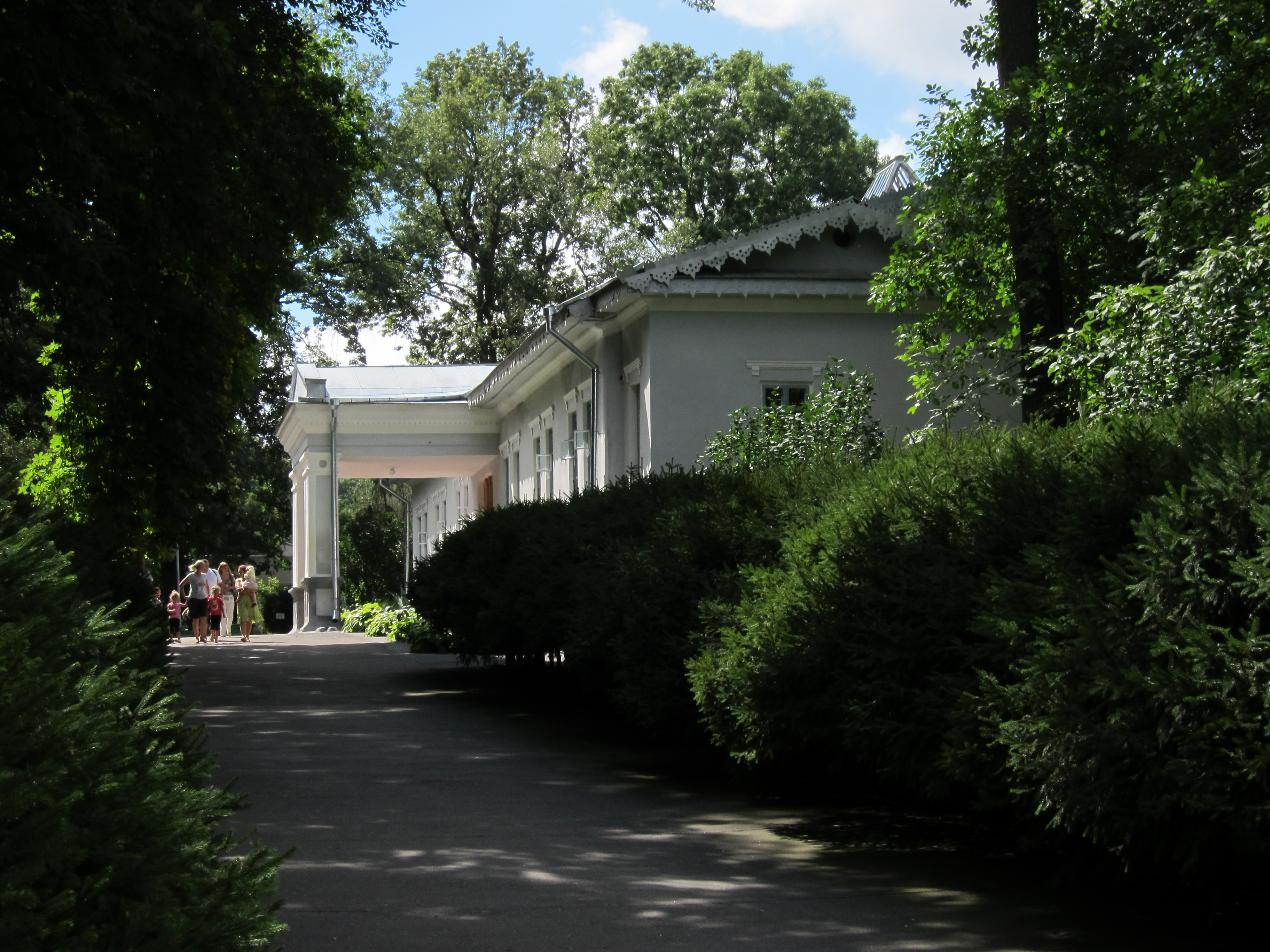
Aleea spre intrarea în conac
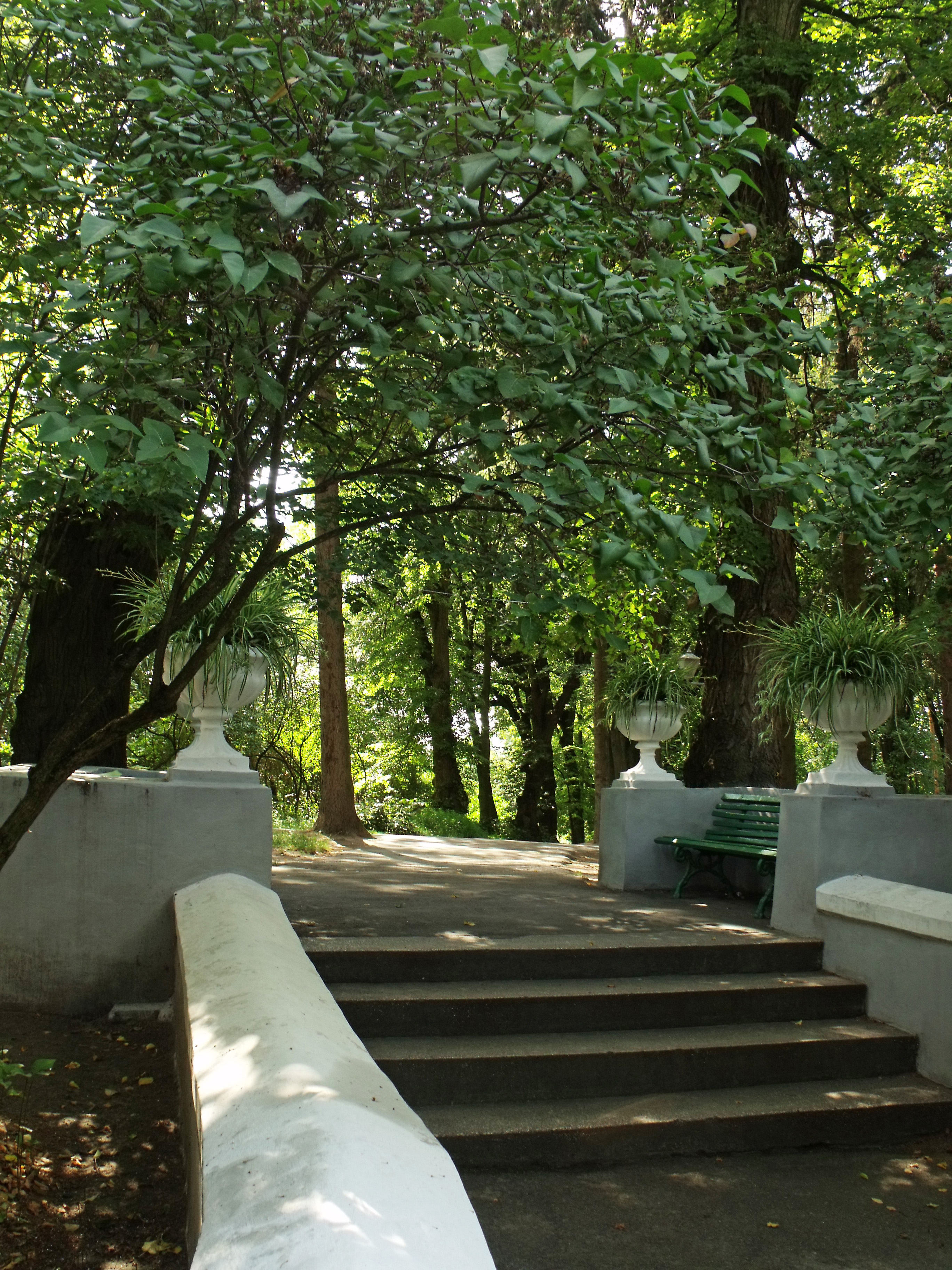
Loc de repaus pe una din alei
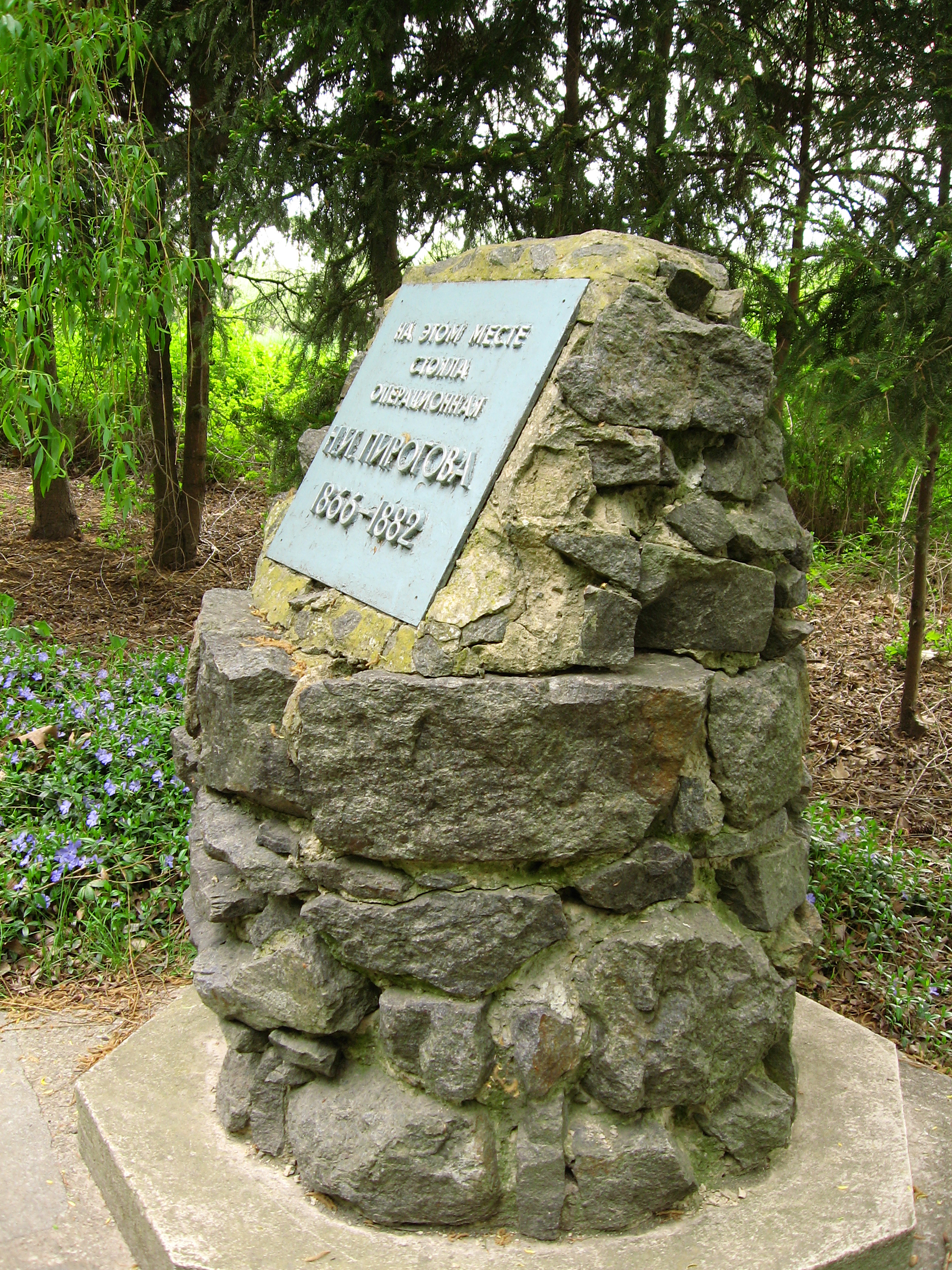
Semn comemorativ al fostului spital
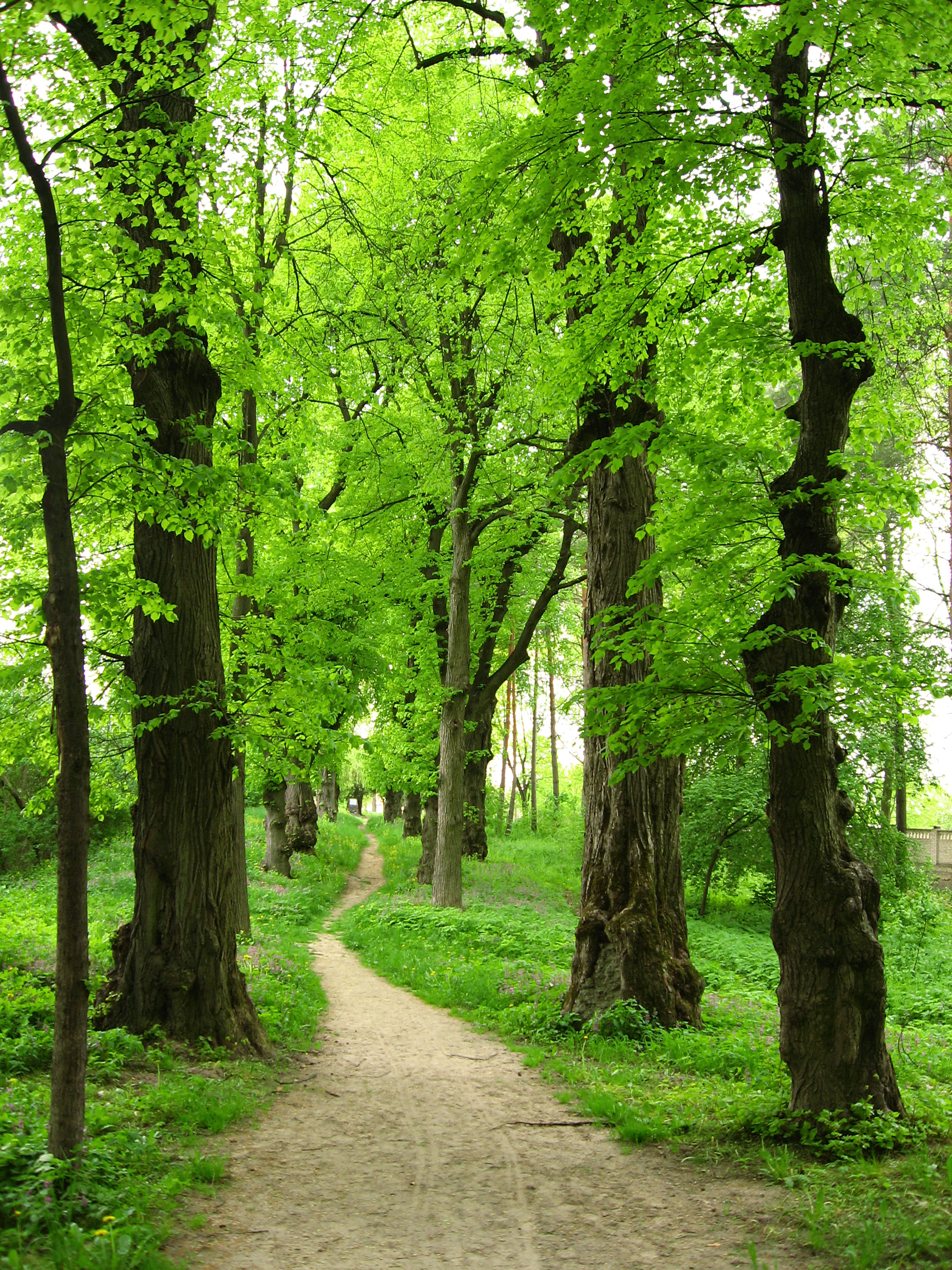
Aleea de tei
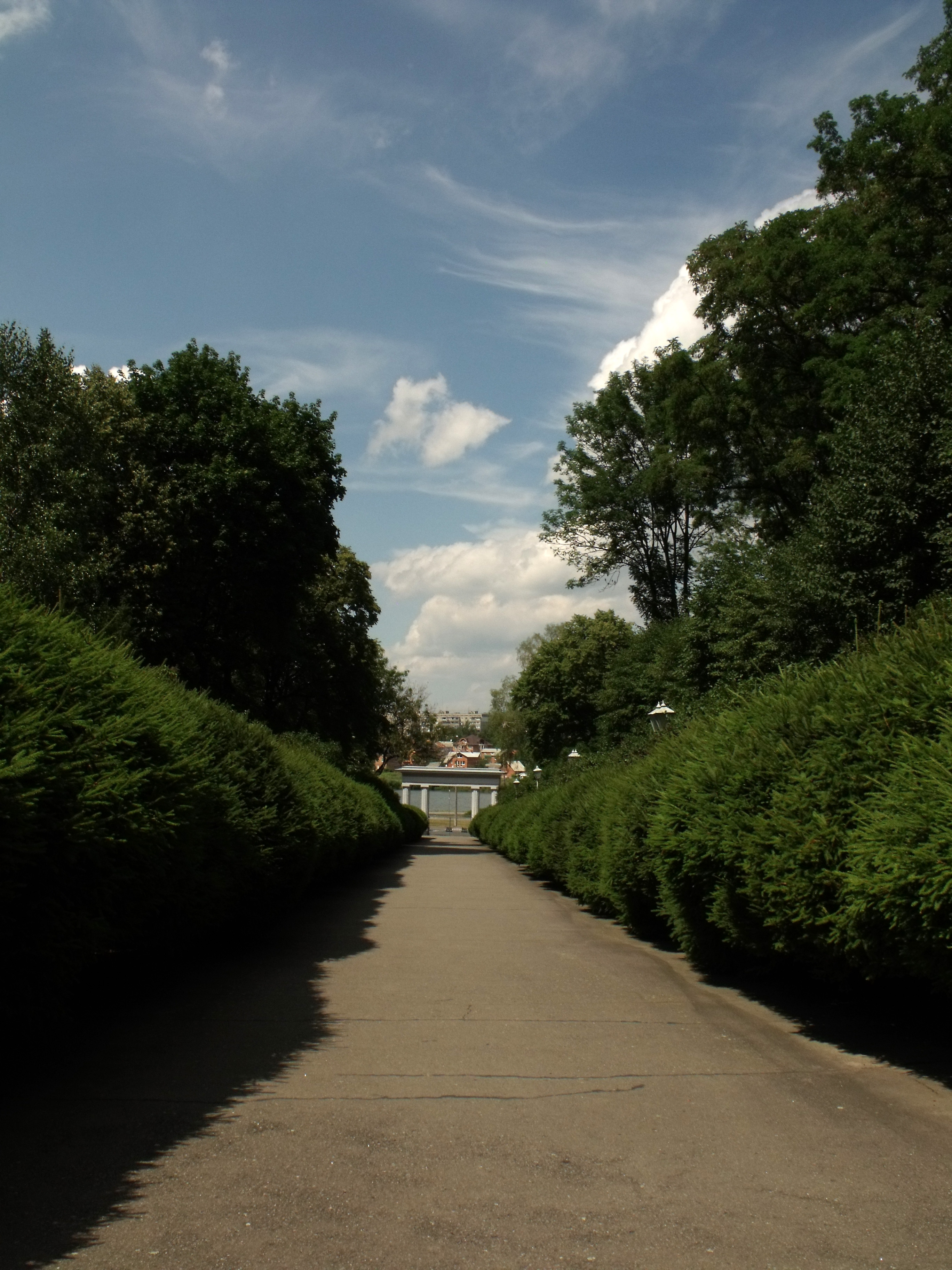
Aleea principală
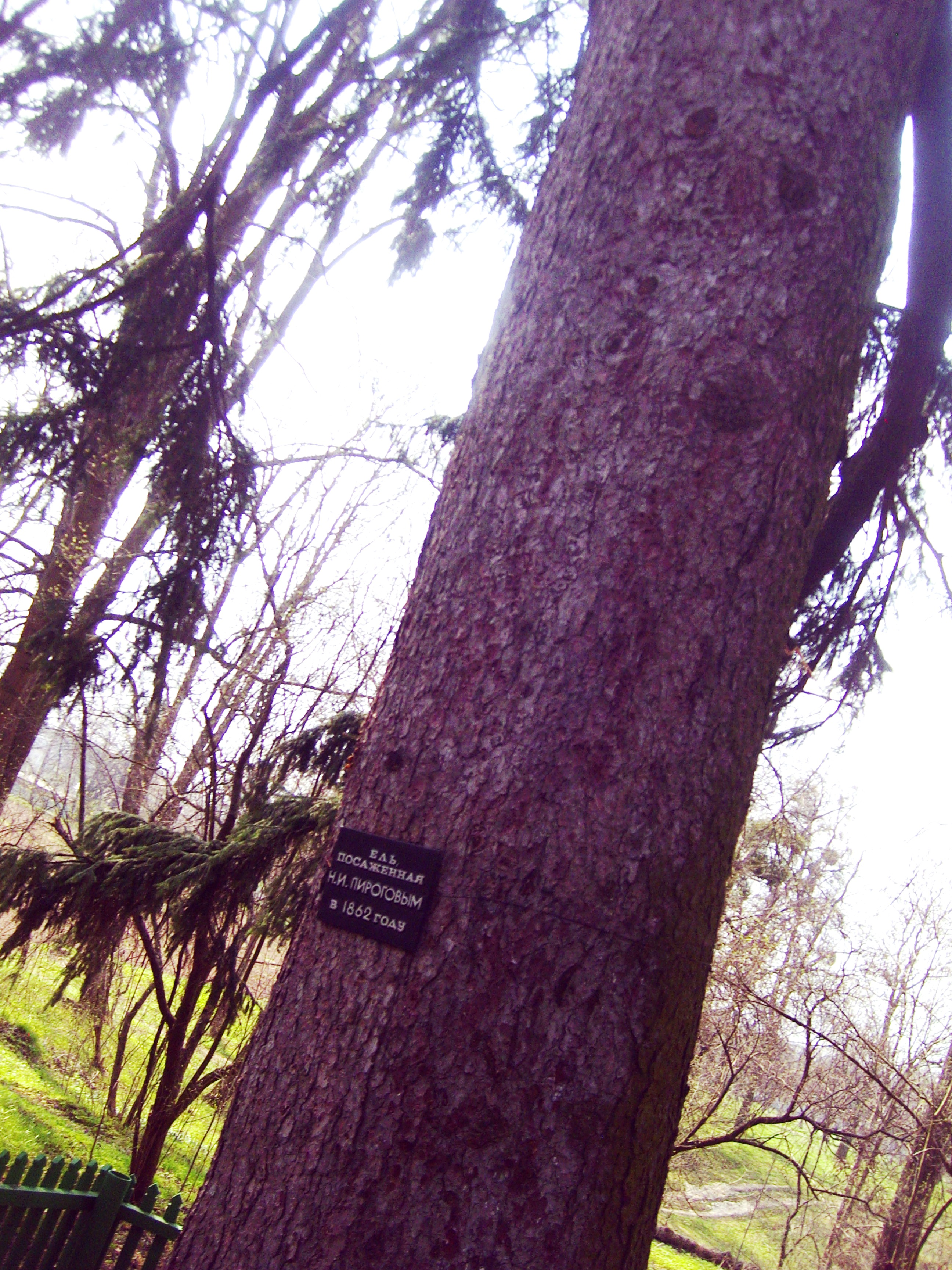
Molid sădit de Pirogov

### Biserica-necropolă
Decizia de a îmbălsăma trupul neînsuflețit al lui Nikolai Pirogov aparține soției sale, Aleksandra Antonovna Pirogova. Cu mult înainte de a trece în neființă, Pirogov și-a exprimat dorința de a fi înmormântat în moșia sa, în loc de un cimitir. Familia a trebuit să depună o petiție pentru ca autoritățile să permită acest lucru. Permisiunea a fost acordată, dar cu condiția ca moștenitorii să poată strămuta rămășițele într-un alt loc în cazul în care moșia este vândută și noii proprietari doresc acest lucru. Membrii familiei nu au acceptat condiția, de aceea văduva a cumpărat un loc de mormânt în cimitirul satului Șeremetka. Acolo, mai întâi a fost construită o criptă, iar mai târziu – deasupra criptei – o biserică cu clopotniță. Construcția bisericii a durat între 1882 și 1885, conform proiectului și sub supravegherea arhitectului Viktor Sîciugov⁠(d). În prezent, mormântul comun familial conține rămășițele atât ale lui Pirogov, cât și ale soției sale și fiului cel mare.
Cripta este un monument ocrotit de stat de importanță națională. În biserica-necropolă, care are hramul Sfântul Nicolae, se țin slujbe religioase în zilele de sărbătoare și la aniversarea anumitor date semnificative din viața lui Pirogov.
Între 1980 și 1985 au fost efectuate lucrări de reparație, reconstrucție și restaurare a complexului bisericesc. În perioada anilor 1992-1997 s-a intervenit și în interior. Cripta, fabricată la Viena, a fost și ea complet renovată: capacul de sticlă a fost îndepărtat și a fost instalat un sarcofag sigilat, iluminat de lămpi speciale.
Biserica-necropolă este situată în afara moșiei lui Pirogov, la aproximativ un kilometru spre est de aceasta: la adresa str-la Vîșnevskîi 16.

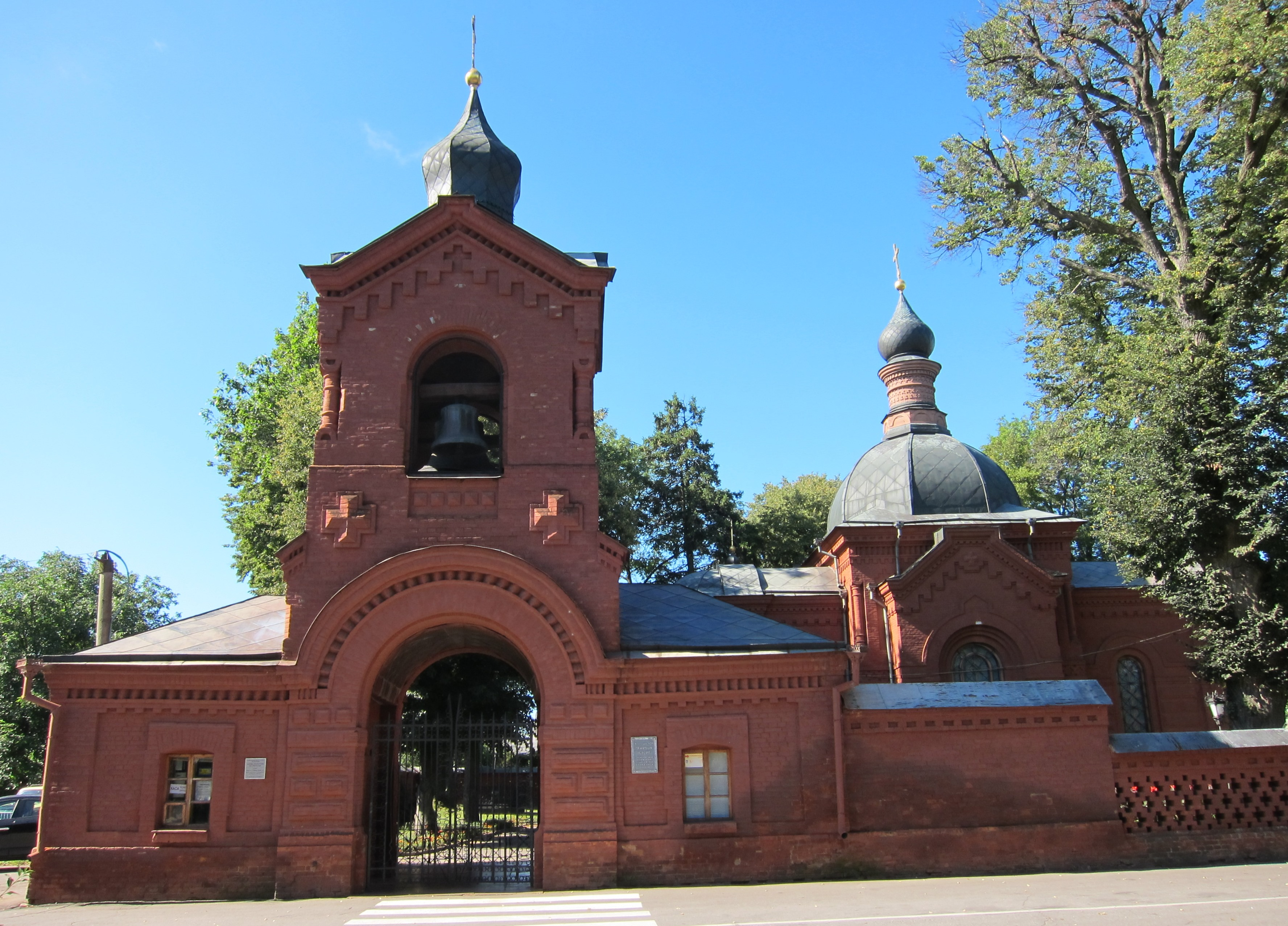
Clopotnița
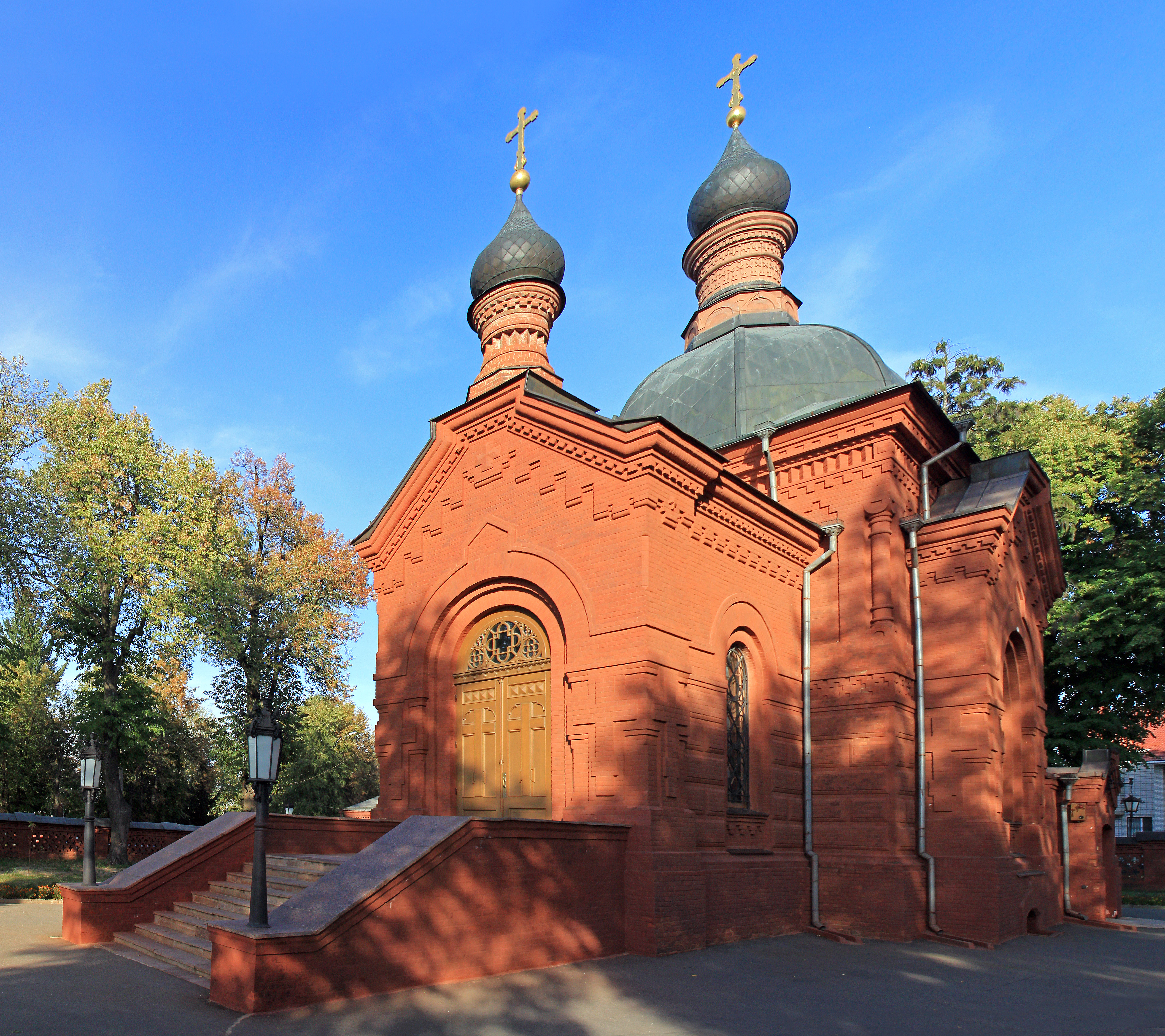
Biserica-necropolă, locul de veci al lui Pirogov
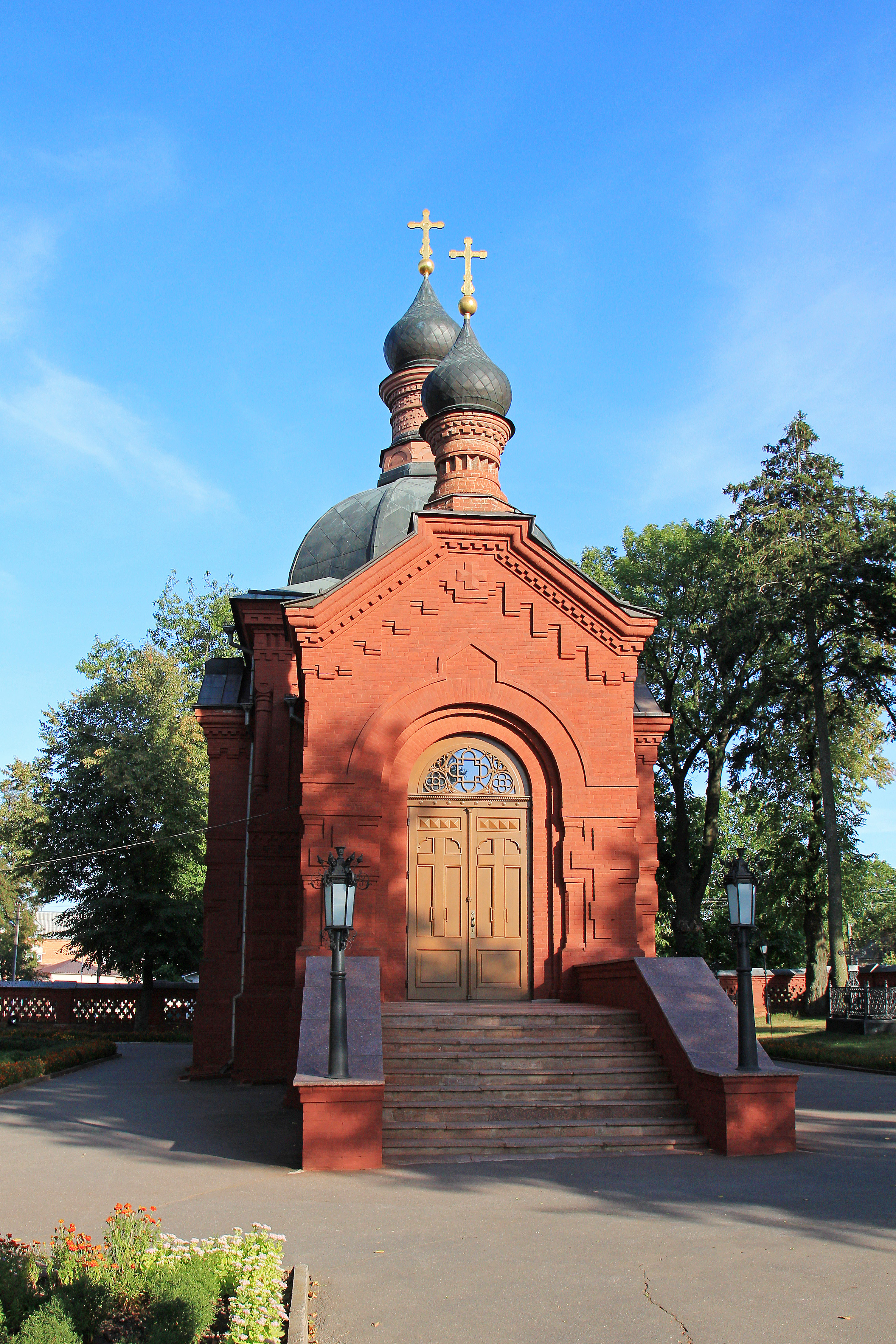
Intrarea principală
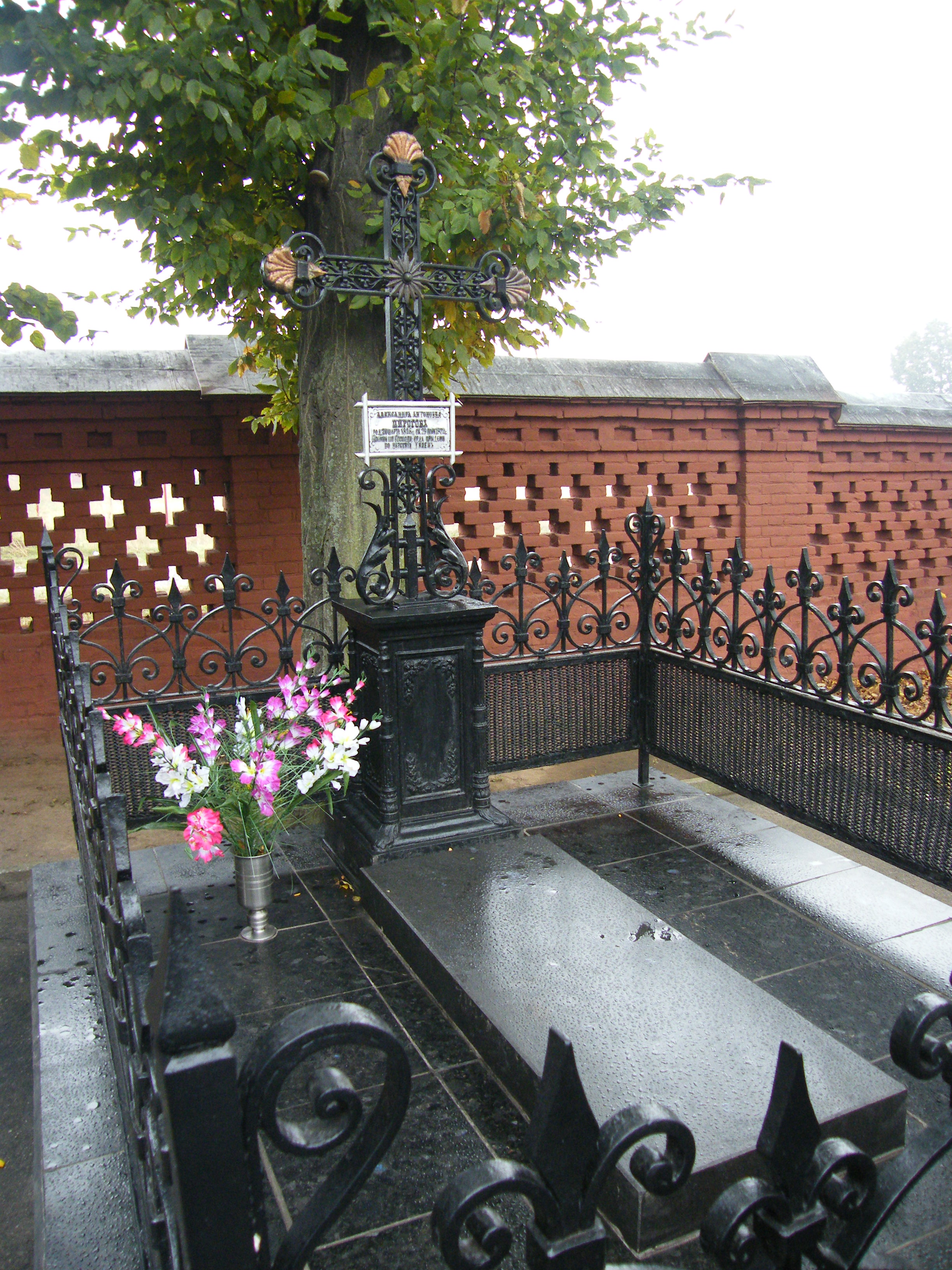
Mormântul soției lui Pirogov

## Rol în știință
La conacul-muzeu al lui Nikolai Pirogov se organizează regulat forumuri științifice dedicate omului de știință. Materialele din colecția muzeului sunt folosite la redactarea de lucrări științifice, precum și la turnarea filmelor documentare și artistice. În plus, muzeul servește drept bază educațională a Universității de Stat de Medicină din Vinița⁠(d): aici se țin cursuri de istoria medicinei și sunt organizate întâlniri ale cercurilor științifice studențești.